# Yannick Bonnec
Pour les articles homonymes, voir Bonnec.
Yannick Bonnec, né le 3 juin 1953 à Caen en France, est un footballeur puis entraîneur français qui a évolué au poste d'ailier gauche.

## Biographie

### Formation et débuts à Lorient
Yannick Bonnec commence son parcours avec les cadets du CA Lisieux, avant de rejoindre le FC Lorient en 1969, à la suite d'une mutation professionnelle de son père. Titulaire avec l'équipe réserve en DH, il fait partie de l'équipe juniors qui atteint les demi-finales de la Coupe Gambardella en 1971 face à l'Olympique lyonnais. Il a 18 ans lorsqu'il fait ses débuts dans le championnat National, alors deuxième échelon du football français. En août 1972 il est sélectionné en équipe de Bretagne lors d'un match face à une sélection écossaise emmenée par Alex Ferguson.

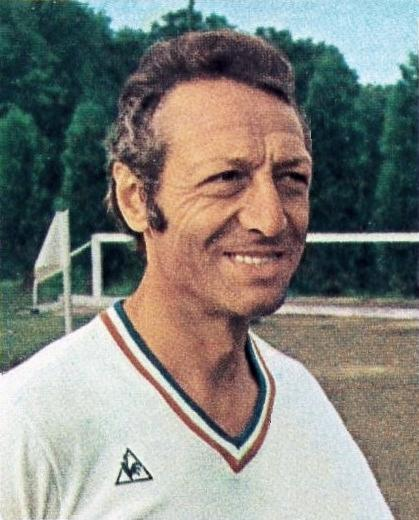
A Lorient, Yannick Bonnec joue trois saisons sous les ordres de Jean Vincent.

Il joue ensuite trois saisons pleines en Division 2 au poste d'ailier gauche, sous les ordres de Jean Vincent, qui lui accorde toute sa confiance : « C'est le joueur le plus rapide que nous ayons balle au pied. Dès qu'il se montrera plus agressif, il sera, je crois, irrésistible. » En 1973 il est remarqué par Robert Budzynski, le directeur sportif du FC Nantes, champion de France en titre, qui propose de le recruter en échange de deux joueurs nantais.
Lors de la saison 1973-1974, il fait partie de l'équipe de France amateur, qui dispute les qualifications de la Coupe amateur de l'UEFA. Régulièrement aligné aux côtés des jeunes Michel Platini et Jean Fernandez, il obtient cinq sélections et marque un but.
Il devient stagiaire professionnel lors de la saison 1974-1975, et travaille à mi-temps chez un expert-comptable. Qualifié de « footballeur de charme » par la presse locale, il s'illustre par ses débordements, sa vitesse de course et ses dribbles. Son style plaisant se retourne parfois contre lui et lui attire quelques sifflets de la part de l'exigeant public du Moustoir. Il perd sa place dans le onze lorientais à la fin de l'année 1974 et termine la saison avec l'équipe réserve en DH. En 1975 il se voit refuser un contrat professionnel et quitte Lorient.

### Montée en D1 avec le Stade lavallois
Il poursuit sa carrière au Stade lavallois, dirigé par Michel Le Milinaire, avec Raymond Keruzoré comme maître à jouer. Dès son arrivée, il s'attire les faveurs du public par son opportunisme, sa vitesse d'exécution et son sens du but. Toujours amateur, il est comptable dans une entreprise lavalloise. Sur le terrain, le jeune ailier de débordement confirme les promesses affichées à Lorient, marquant quatorze buts dont un face à son ancien club. Aligné à 33 reprises en 34 journées, il participe activement à la montée du club en D1 en 1976, en inscrivant deux buts décisifs face au Red Star lors des barrages d'accession,.

### Carrière professionnelle
En juin 1976, devant l'incertitude concernant le passage au professionnalisme, qui conditionne l'accession du club mayennais en D1, il choisit de signer au Stade de Reims, une décision qu'il dira regretter par la suite. Devenu professionnel, il joue quatre saisons en première division, à Reims puis Nîmes, au poste de milieu relayeur, avant de signer à Brest où il est champion de D2 en 1981. En 1982 il est reclassé comme ex-professionnel lorsqu'il rejoint Martigues, pour trois dernières saisons en milieu de tableau de D2.
Il termine sa carrière comme entraîneur-joueur à Aix, avant d'entraîner plusieurs clubs en Bretagne, notamment le FC Dinard. Désormais retiré du monde du football, il vit à Dinard.
Il a deux enfants, Corentin et Sidonie. Sa fille est journaliste et présentatrice sur France 2, notamment en co-animation de l'émission Tout le monde à son mot à dire avec Olivier Minne.

## Statistiques
| Saison                | Club                  | Championnat           | Championnat | Championnat | Championnat | Coupe(s) nationale(s) | Coupe(s) nationale(s) | Coupe(s) nationale(s) | Autres compétitions | Autres compétitions | Autres compétitions | Autres compétitions | Total | Total | Total |
| Saison                | Club                  | Division              | M.          | B.          | P.d.        | M.                    | B.                    | P.d.                  | Comp.               | M.                  | B.                  | P.d.                | M.    | B.    | P.d.  |
| 1971-1972             | FC Lorient            | National              | 7           | 2           | 0           | 1                     | 0                     | 0                     | -                   | -                   | -                   | -                   | 8     | 2     | 0     |
| 1972-1973             | FC Lorient            | Division 2            | 34          | 9           | 0           | 2                     | 0                     | 0                     | -                   | -                   | -                   | -                   | 36    | 9     | 0     |
| 1973-1974             | FC Lorient            | Division 2            | 33          | 4           | 0           | 3                     | 0                     | 0                     | -                   | -                   | -                   | -                   | 36    | 4     | 0     |
| 1974-1975             | FC Lorient            | Division 2            | 19          | 8           | 0           | 2                     | 1                     | 0                     | -                   | -                   | -                   | -                   | 21    | 9     | 0     |
| Sous-total            | Sous-total            | Sous-total            | 93          | 23          | 0           | 8                     | 1                     | 0                     | -                   | 0                   | 0                   | 0                   | 101   | 24    | 0     |
| 1975-1976             | Stade lavallois       | Division 2            | 33          | 12          | 0           | 6                     | 1                     | 0                     | BR                  | 2                   | 1                   | 0                   | 41    | 14    | 0     |
| 1976-1977             | Stade de Reims        | Division 1            | 16          | 4           | 0           | -                     | -                     | -                     | -                   | -                   | -                   | -                   | 16    | 4     | 0     |
| 1977-1978             | Stade de Reims        | Division 1            | 16          | 1           | 0           | 1                     | 0                     | 0                     | -                   | -                   | -                   | -                   | 17    | 1     | 0     |
| Sous-total            | Sous-total            | Sous-total            | 32          | 5           | 0           | 1                     | 0                     | 0                     | -                   | 0                   | 0                   | 0                   | 33    | 5     | 0     |
| 1978-1979             | Nîmes Olympique       | Division 1            | 22          | 2           | 0           | 1                     | 0                     | 0                     | -                   | -                   | -                   | -                   | 23    | 2     | 0     |
| 1979-1980             | Nîmes Olympique       | Division 1            | 25          | 2           | 0           | 1                     | 0                     | 0                     | -                   | -                   | -                   | -                   | 26    | 2     | 0     |
| Sous-total            | Sous-total            | Sous-total            | 47          | 4           | 0           | 2                     | 0                     | 0                     | -                   | 0                   | 0                   | 0                   | 49    | 4     | 0     |
| 1980-1981             | Stade brestois 29     | Division 2            | 32          | 7           | 0           | -                     | -                     | -                     | -                   | -                   | -                   | -                   | 32    | 7     | 0     |
| 1981-1982             | Stade brestois 29     | Division 1            | 17          | 1           | 0           | 3                     | 2                     | 0                     | -                   | -                   | -                   | -                   | 20    | 3     | 0     |
| Sous-total            | Sous-total            | Sous-total            | 49          | 8           | 0           | 3                     | 2                     | 0                     | -                   | 0                   | 0                   | 0                   | 52    | 10    | 0     |
| 1982-1983             | FC Martigues          | Division 2            | 34          | 6           | 0           | 5                     | 0                     | 0                     | -                   | -                   | -                   | -                   | 39    | 6     | 0     |
| 1983-1984             | FC Martigues          | Division 2            | 35          | 7           | 0           | 3                     | 0                     | 0                     | -                   | -                   | -                   | -                   | 38    | 7     | 0     |
| 1984-1985             | FC Martigues          | Division 2            | 26          | 4           | 0           | 1                     | 0                     | 0                     | -                   | -                   | -                   | -                   | 27    | 4     | 0     |
| Sous-total            | Sous-total            | Sous-total            | 95          | 17          | 0           | 9                     | 0                     | 0                     | -                   | 0                   | 0                   | 0                   | 104   | 17    | 0     |
| 1985-1986             | AS Aix-en-Provence    | Division 4            | -           | -           | -           | 1                     | 0                     | 0                     | -                   | -                   | -                   | -                   | 1     | 0     | 0     |
| 1986-1987             | AS Aix-en-Provence    | Division 3            | 26          | 2           | 0           | -                     | -                     | -                     | -                   | -                   | -                   | -                   | 26    | 2     | 0     |
| Sous-total            | Sous-total            | Sous-total            | 26          | 2           | 0           | 1                     | 0                     | 0                     | -                   | 0                   | 0                   | 0                   | 27    | 2     | 0     |
| Total sur la carrière | Total sur la carrière | Total sur la carrière | 375         | 71          | 0           | 30                    | 4                     | 0                     | -                   | 2                   | 1                   | 0                   | 407   | 76    | 0     |

## Palmarès
- International amateur (5 sélections, 1 but)
- Champion de France de D2 en 1981 avec Brest

## Sources
- Coll., Football 77, Les Cahiers de l'Équipe, 1976, cf. page 62
- Coll., Football 79, Les Cahiers de l'Équipe, 1978, cf. page 128
- Coll., Football 84, Les Guides de l'Équipe, 1983, cf. page 57
- Dictionnaire international du football français par Éric Farel